# متمم (نحو)
التميم أو المُتَمِّم أو التتمة أو التكلمة أو المُكَمِّلَة أو المكمِّل أو الفُضلة في النحو  هو كلمة أو عبارة أو مركب إسندي ضرورية لإتمام معنى تعبير معين. غالبًا ما تكون المُتممات أيضًا أطراف الفعل (تعبيرات تساعد في إتمام معنى المسند).